# Halodiplosis floripara
Halodiplosis floripara är en tvåvingeart som först beskrevs av Boris Mamaev 1972.  Halodiplosis floripara ingår i släktet Halodiplosis och familjen gallmyggor.
Artens utbredningsområde är Uzbekistan. Inga underarter finns listade i Catalogue of Life.